# Muolen
Muolen ist eine Ortschaft und eine Gemeinde im Kanton St. Gallen (Schweiz). Sie befindet sich im Wahlkreis St. Gallen.

## Geographie
Muolen liegt etwa 4 km südöstlich von Amriswil an der Hauptstrasse Amriswil – St. Gallen. Es ist die nördlichste Gemeinde des Kantons St. Gallen, rund 85 % der Gemeindegrenze bilden gleichzeitig die Kantonsgrenze zum Kanton Thurgau. Einzige Nachbargemeinde im Kanton St. Gallen ist Häggenschwil. Daneben grenzt Muolen an die Gemeinden Zihlschlacht-Sitterdorf, Amriswil, Egnach und Hauptwil-Gottshaus.

## Geschichte

Luftbild aus 300 m Höhe von Walter Mittelholzer von 1923

Muolen war ein alemannisches Siedlungsgebiet. 1155 wurde Muolen als Mola bezeichnet und wurde um 1200 eine Reichsvogtei. Die früher vertretene Herleitung vom althochdeutschen mula für Mühle ist aufgrund des fehlenden Baches kaum haltbar. Angenommen wird die Herkunft vom althochdeutschen Wort mula für Maul, Mund. Die Geländestruktur vom Dorfkern in Richtung Westen kann als maulartig gesehen werden.
Hof und Meieramt Muolen bildeten einen Teil der Herrschaft Hagenwil und wurden 1264 von Rudolf von Hagenwil dem Kloster St. Gallen übergeben. Die Verwaltung dieser Herrschaft hatten in der Folge verschiedene Adelsgeschlechter aus der Region inne, unter anderem von Breitenlandenberg, von Castell und von Bernhausen. Die Reichsvogtei Muolen wurde von Kaiser Ludwig 1331 an Eberhard von Bürglen verpfändet und gelangte nach mehreren Besitzerwechseln 1464 an das Kloster St. Gallen. 1467 erhielt Muolen von Abt Ulrich Rösch eine Offnung. Bis 1798 bildete Muolen ein eigenes, mittlerweile von Hagenwil getrenntes Gericht des Landshofmeisteramts.

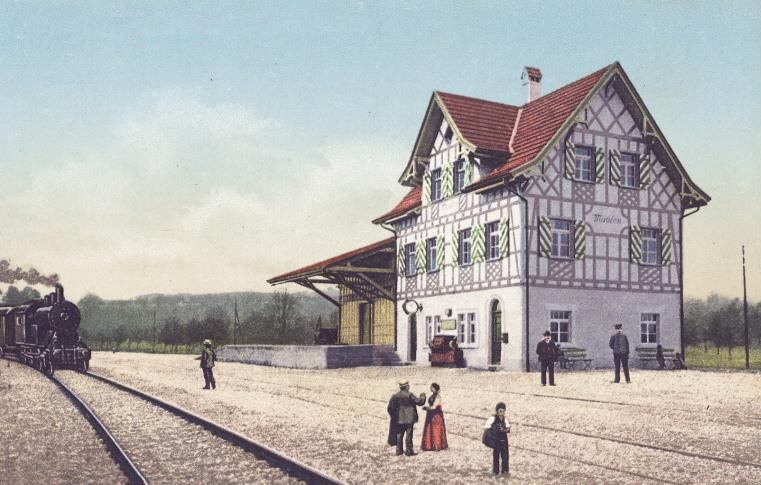
1910 erhielt Muolen einen Bahnhof der Bodensee-Toggenburg-Bahn.

Kirchlich gehörte Muolen grösstenteils zu Hagenwil. Der St. Galler Fürstabt Beda Angehrn genehmigte 1784 den Bau der St.-Josephs-Kapelle, die Gründung einer Kaplanei und einer Schule, deren Verwirklichung sich verzögerte. 1814 erhielt Muolen eine eigene Pfarrei. Muolen wurde 1803 mit Häggenschwil zu einer politischen Gemeinde vereinigt, dann aber noch im selben Jahr zu einer selbstständigen politischen Gemeinde erhoben. Es gehörte 1803–1831 zum Bezirk Rorschach, 1831–1918 zum Bezirk Tablat und 1918–2002 zum Bezirk St. Gallen.
Die Wirtschaft war im ausgehenden 20. Jahrhundert noch stark landwirtschaftlich geprägt. Bis zum Ende des 18. Jahrhunderts hatte Ackerbau, betrieben im Rahmen der Dreizelgenordnung, vorgeherrscht; danach erlangten Vieh- und Milchwirtschaft sowie Obstbau immer grössere Bedeutung. Im Hudelmoos wurde Torf abgebaut. Bodenzusammenlegungen in den 1920er Jahren und Entwässerungen ermöglichten eine intensivere landwirtschaftliche Nutzung. Die von der St. Galler Textilwirtschaft ausgehende Industrialisierung erfasste Muolen nur am Rande. 1890 wurden 48 Handstickmaschinen gezählt. 1910 wurde Muolen an das Netz der Bodensee-Toggenburg-Bahn angeschlossen.

## Bevölkerung
| Jahr      | 1850  | 1900  | 1950  | 1980  | 2000  | 2010  | 2020  | 2023  |
| Einwohner | 983   | 1015  | 1027  | 847   | 1074  | 1160  | 1224  | 1257  |
| Quelle    | [ 7 ] | [ 7 ] | [ 7 ] | [ 7 ] | [ 7 ] | [ 8 ] | [ 8 ] | [ 8 ] |

## Bildung und Kirche

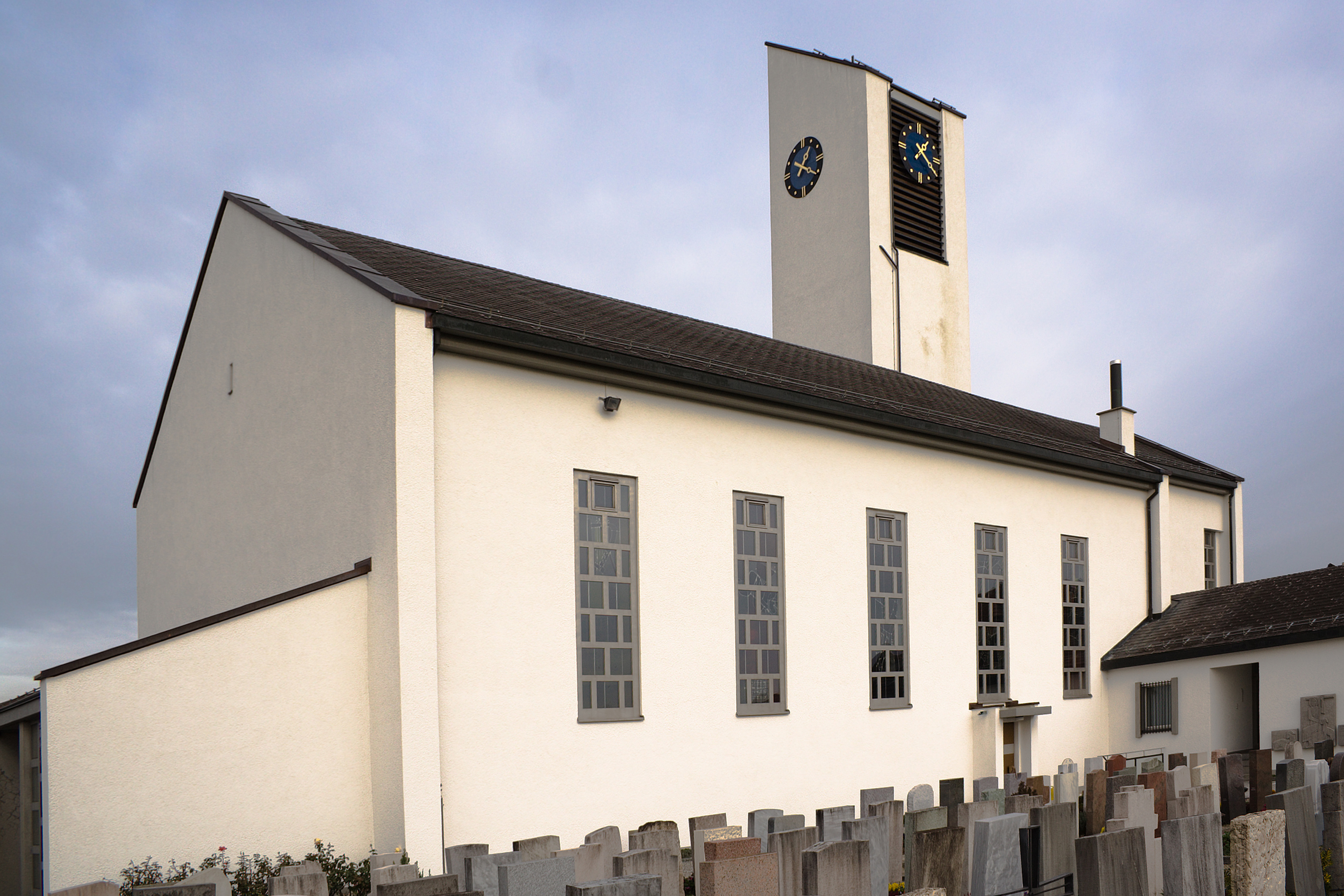
Pfarrkirche im Zentrum Muolens. Ein Teil der katholischen Gemeindebewohner gehört zu den Kirchgemeinden Hagenwil oder Sitterdorf und somit zum Bistum Basel.

Muolen gehört zu drei verschiedenen Schulkreisen. Nur ein Teil der Kinder besucht die Primarschule in Muolen und anschliessend die Oberstufe in Wittenbach. Die Höfe um Hagenwil gehören zur Volksschulgemeinde Amriswil-Sommeri-Hefenhofen TG und die Siedlungen Rotzenwil, Oberegg und Unteregg sind ein Teil der Volksschulgemeinde Bischofszell TG mit einer Primarschule in Sitterdorf und der Oberstufe in Bischofszell.
Ebenso kompliziert ist die kirchliche Zugehörigkeit. Im Dorfzentrum befindet sich die katholische Kirche von Muolen. Die zum Schulkreis Amriswil gehörenden Weiler sind Teil der Katholischen Kirchgemeinde Hagenwil beziehungsweise der Evangelischen Kirchgemeinde Amriswil. Rotzenwil, Oberegg und Unteregg gehören zur Katholischen und zur Evangelischen Kirchgemeinde Sitterdorf. Der südlichste Hof, Grünenstein, gehört zur Katholischen Kirchgemeinde Häggenschwil und zur Evangelischen Kirchgemeinde Egnach.

## Verkehr
Muolen liegt an der Hauptstrasse St. Gallen–Amriswil–Konstanz und hat einen Bahnhof an der Strecke St. Gallen–Romanshorn der Südostbahn. Der Muoler Bahnhof ist Ausgangspunkt einer Buslinie von Bus Oberthurgau nach Amriswil.

## Wirtschaft
Muolen hat sich in den vergangenen Jahrzehnten vom Bauerndorf zu einer Wohngemeinde in der Agglomeration St. Gallen entwickelt. Rund 30 Gewerbebetriebe und etwa 55 Landwirtschaftsbetriebe bieten ca. 400 Arbeitsplätze an.

## Hudelmoos/Harschwald

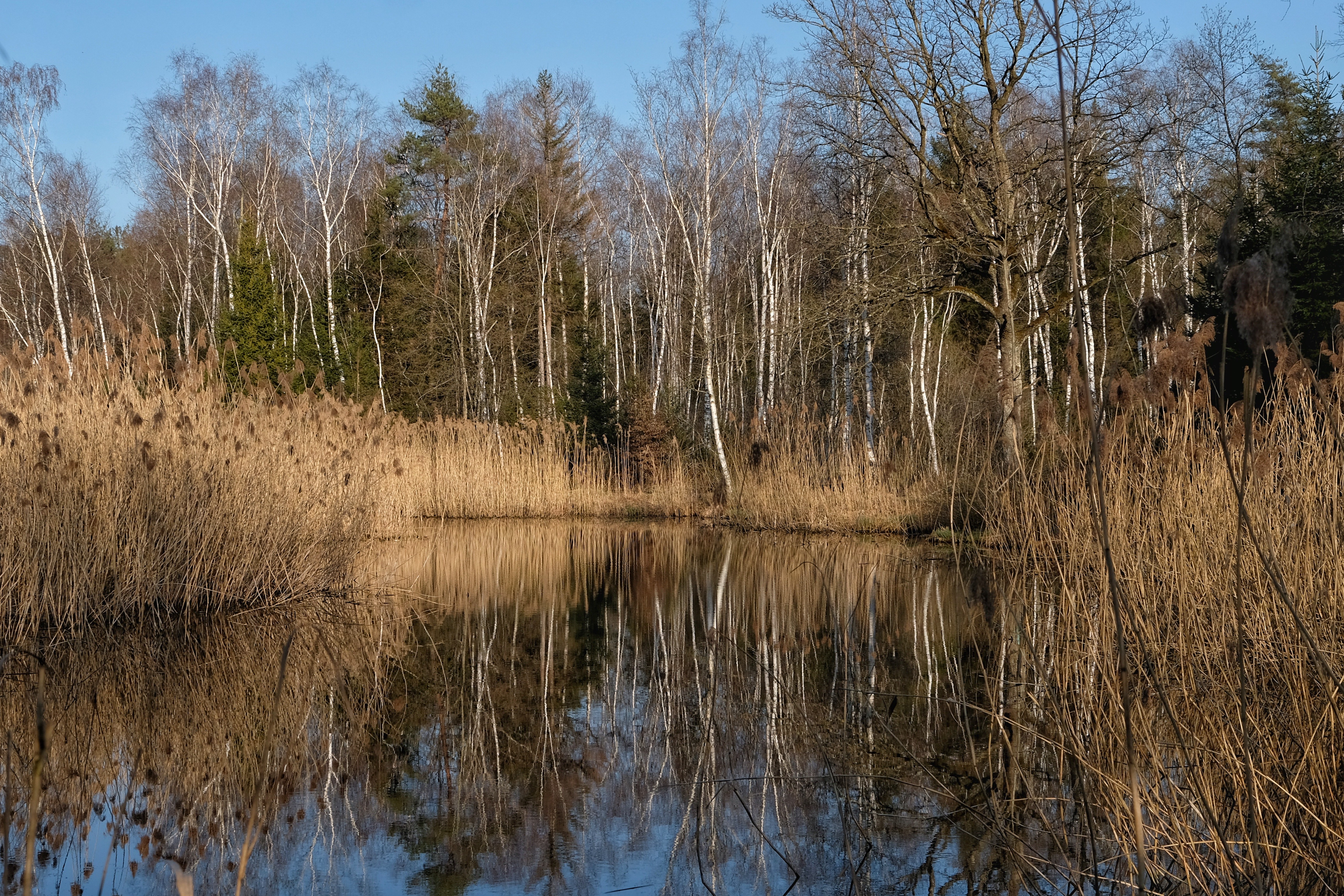
Naturschutzgebiet Hudelmoos

Das bis 1798/1803 dem Kloster St. Gallen gehörende Waldgebiet umfasste ursprünglich mehrere Moore. Anfangs 21. Jahrhundert besteht nur noch das Hudelmoos. Urkundlich 1601 erstmals erwähnt, wurde es 1687 als Schwarzes Moos bezeichnet. Die Landwirtschaft nutzte intensiv, vor allem als Grasland für Tiere und Holzgewinnung. Von den 1730er-Jahren bis ins 20. Jahrhundert wurde im Hudelmoos Torf zu Heizzwecken abgebaut. In der Gegenwart wurde es zum Naturschutzgebiet Hudelmoos.

## Trivia
Muolen blickt auf die längste Pöstler-Dynastie der Schweiz zurück. Josef Anton Rimle übernahm 1849, im Gründungsjahr der eidgenössischen Post, die sogenannte Postablage in Muolen. Die dortige Postfiliale wurde im Jahr 2013 geschlossen, das Familienmitglied der fünften Generation arbeitete bis 2018 bei der Post. Seine Ehefrau war als Zustellerin tätig und wurde 2024 pensioniert. 1950 wurde Muolen als letzte handbediente Telefonzentrale der Schweiz auf automatischen Betrieb umgestellt.
Seit dem 1. Januar 2025 besitzt die Gemeinde Muolen ein neues Wappen und eine neue Webseite.

## Bilder

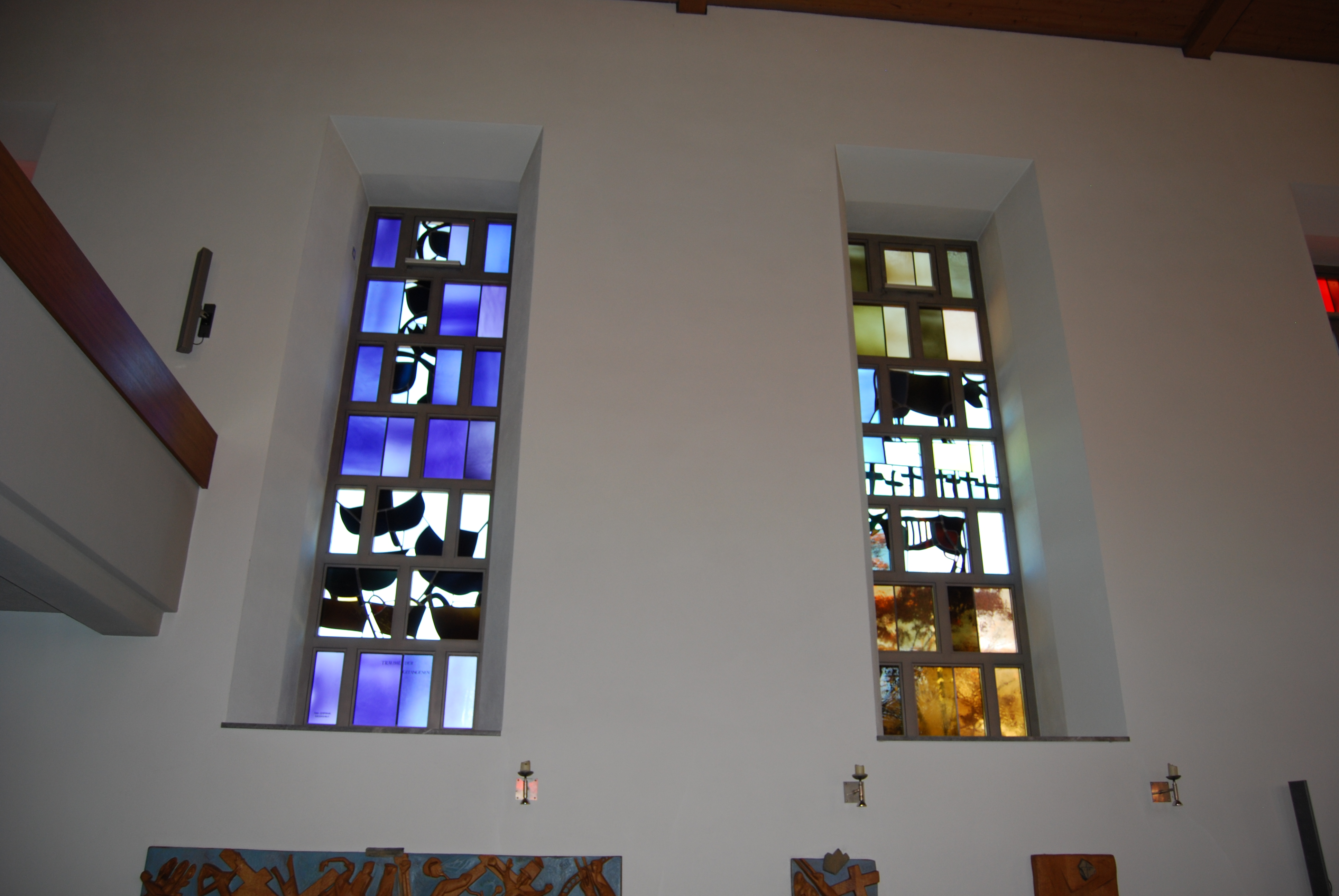
Glasfenster in der Kirche
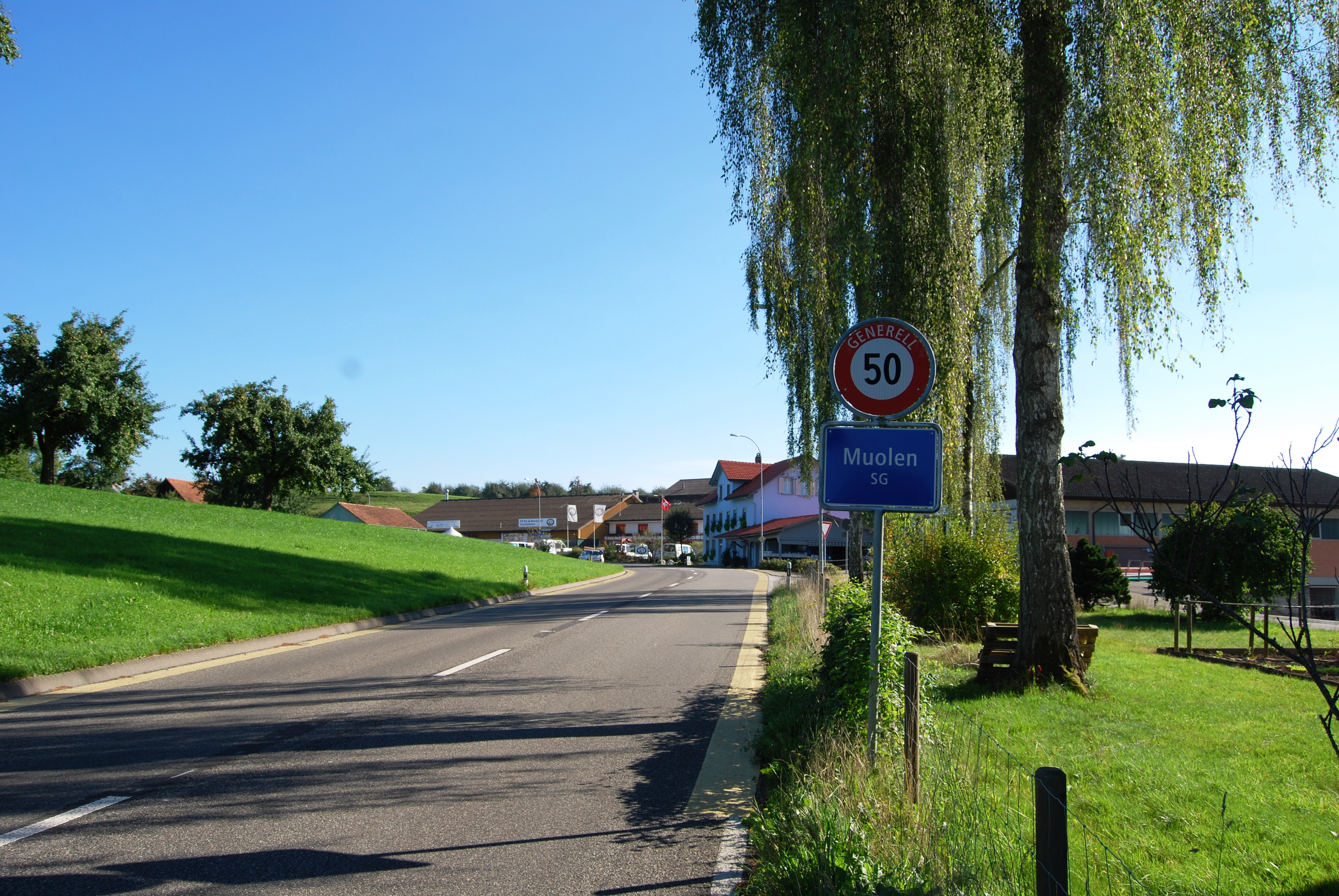
Ortseingang
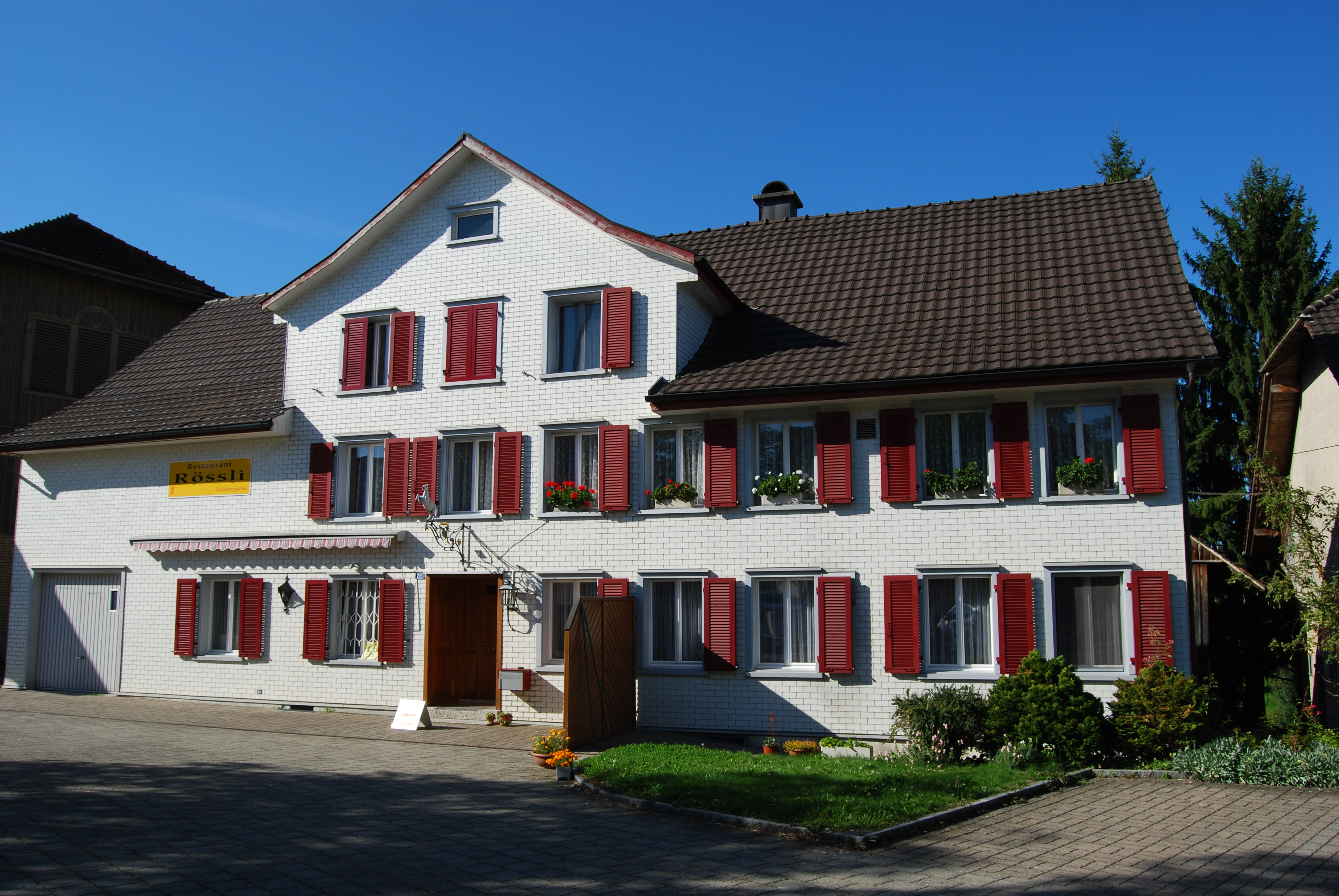
Gasthaus Rössli
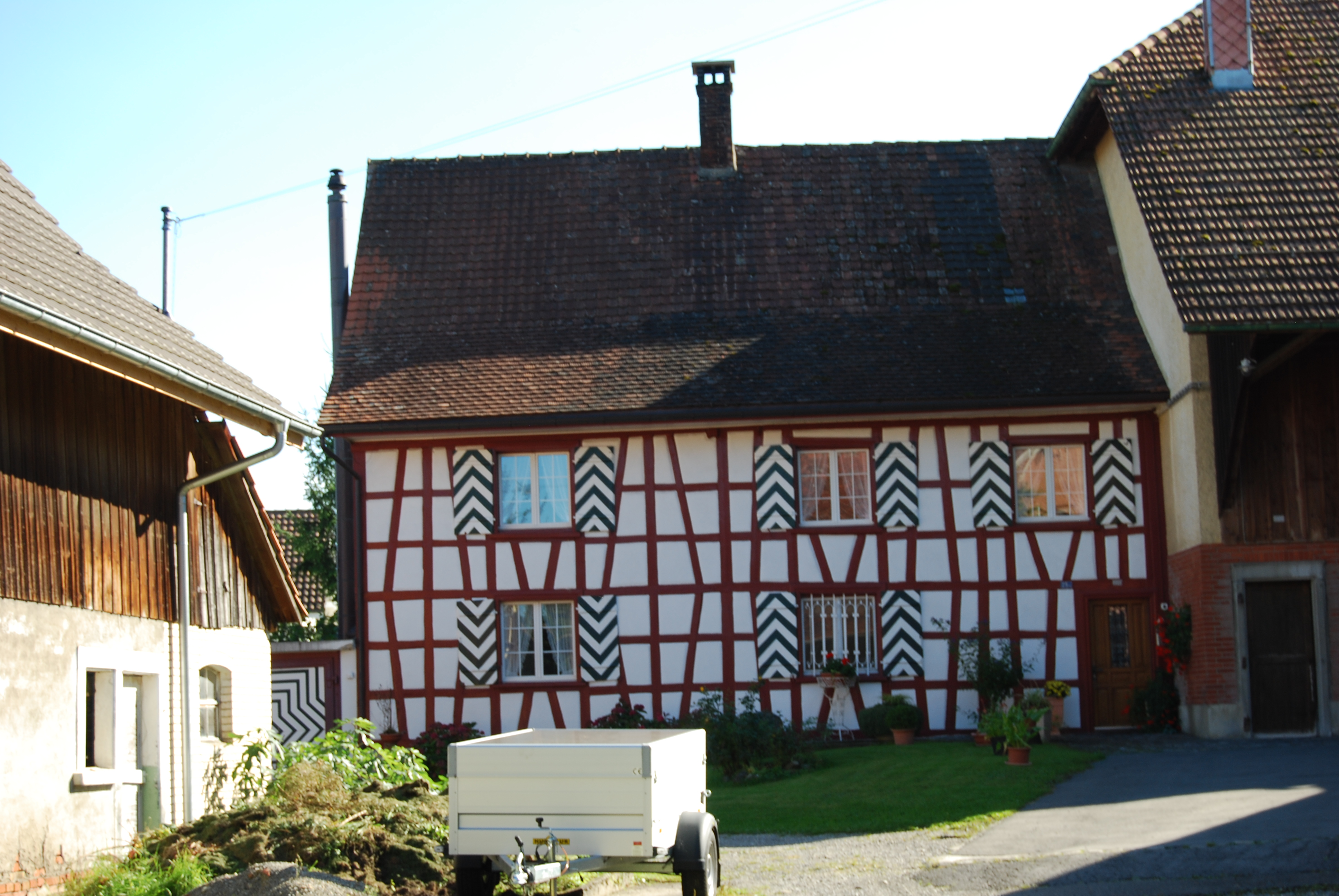
Fachwerkhaus im Dorfzentrum